# Sânger
Sânger (in passato Sânger de Câmpie, in ungherese Mezőszengyel, in tedesco Sentengel) è un comune della Romania di 2474 abitanti, ubicato nel distretto di Mureș, nella regione storica della Transilvania. 
Il comune è formato dall'unione di 7 villaggi: Bârza, Cipăieni, Dalu, Pripoare, Sânger, Vălișoara, Zăpod.